# Língua nunggubuyu
Nunggubuyu, Wubuy ou Yingkwira é uma língua aborígene da Austrália falada pelo povo do mesmo nome. É a língua primeira da comunidade Numbulwar, Território do Norte, Austrália. A UNESCO considera a língua com em perigo de extinção. com somente 272 falantes conforme o Censo de 2016. A maioria das crianças em Numbulwar pode entender Nunggubuyu quando falado, mas não pode fala-lo, tendo que responder em Crioulo australiano. Para combater isso, a partir de 1990, a comunidade vem embarcando num programa de revilatização para o idioma, trazendo anciãos para ensiná-lo a crianças na escola local.

## Classificação
A classificação de Nunggubuyu é "problemática". Heath (1997) postula que Nunggubuyu está mais intimamente relacionado com as línguas Arnhem Orientais como Ngandi e Anindilyakwa. No entanto, Evans (2003) acredita que as semelhanças são retenções compartilhadas, em vez de inovações compartilhadas, e que Nunggubuyu está mais próxima da língua Gunwinyguan.

## Escrita
A língua usa o alfabeto latino com tão somente 13 letras, não são usadas as letras C, E, F, H, , K, O, P, Q, S, T, V, X, Z; usam-se as formas: aa, ii, uu, dh, ng, nh, ny, rd, rl, rn, rr

## Fonologia

### Consoantes
|                | Periferal | Periferal | Laminal | Laminal  | Apical     | Apical |
| Bilabial       | Velar     | Palatal   | Dental  | Alveolar | Retroflexa |        |
| -------------- | --------- | --------- | ------- | -------- | ---------- | ------ |
| Nasal oclusiva | m         | ŋ         | ɲ       | n̪        | n          | ɳ      |
| Oclusiva       | p         | k         | c       | t̪        | t          | ʈ      |
| Vibrante       |           |           |         |          | ɾ          |        |
| Lateral        |           |           |         | l̪        | l          | ɭ      |
| Aproximante    | w         | w         | j       |          |            | ɻ      |

/n̪/ é rara. /ɾ/ pode opcionalmente ser pronunciada como vibrante quando no início de palavra, o que é raro.

### Vogais
|         | Anterior | Posterior |
| ------- | -------- | --------- |
| Fechada | i iː     | u uː      |
| Aberta  | a aː     | a aː      |

## Números
Nunggubuyu usa um sistema numérico de base cinco.
| 1  | anjbadj                        |
| 2  | wulawa                         |
| 3  | wulanjbadj                     |
| 4  | wulawulal                      |
| 5  | marangandjbugidj               |
| 6  | maralibalinala mari anjbadj    |
| 7  | maralibalinala mari wulawa     |
| 8  | maralibalinala mari wulanjbadj |
| 9  | maralibalinala mari wulawulal  |
| 10 | wurumulumara ngandjabugidj     |
| 15 | wurumulumbulanbadj             |
| 20 | wurumulumbulalwulal            |

## Amostra de texto
Ba-marang-dhayiyn
Ba-marang-gagagiyn
B a-marang-dhayiyn
Ba-marang-jaljaliyn
Ba-wan.ngang “hokey pokey”
Badhawawa-rumiyn
Aba dani-yung-bugij